# ひまわり (小惑星)
ヒマワリ（ひまわり、17657 Himawari）は小惑星帯の小惑星である。1996年11月6日、埼玉県のアマチュア天文家佐藤直人が秩父市からの観測で発見した。花のひまわりではなく、日本の気象衛星シリーズ「ひまわり」に因んで命名された。命名を伝える2011年5月17日の小惑星回報は、「Himawariは、日本の気象衛星シリーズの名前で、「ヒマワリ」を意味する。ひまわり1号は1977年に打ち上げられ、最新のひまわり7号は2006年に打ち上げられた。」と命名理由を紹介している。